# مغيرات
مغيرات قرية سوريّة تتبع إداريّاً لمحافظة حلب منطقة منبج ناحية مركز منبج، بلغ تعداد سكانها 525 نسمة حسب التعداد السكاني لعام 2004.